# Kategoria e Dytë
Kategoria e Dytë (alb. Kategoria Druga) – trzeci poziom rozgrywek ligowych w piłkę nożną w Albanii, po raz pierwszy zorganizowany w 1956. W rozgrywkach bierze udział 28 klubów w dwóch grupach (Grupa A – 14, Grupa B – 14). Dwie najlepsze drużyny w rozgrywkach awansują do Kategoria e Parë, dwie najsłabsze drużyny spadają do Kategoria e Tretë. Ponadto drużyny z pozycji drugiej w tej lidze rozgrywają baraże z przedostatnimi drużynami z Kategoria e Parë.

## Skład ligi w sezonie 2017/18

### Grupa A
| Klub                    | Miasto      |
| ----------------------- | ----------- |
| KS Ada Velipojë         | Velipoja    |
| FC Kevitan              | Tirana      |
| FK Partizani Tirana II  | Tirana      |
| KS Kukësi II            | Kukës       |
| FK Vora                 | Vora        |
| KF Luzi 2008            | Luz i Vogël |
| KSSH Veleçiku Koplik    | Koplik      |
| KF Klosi                | Klos        |
| KF Tirana II            | Tirana      |
| Mamurassi               | Mamurassi   |
| KF Sopoti               | Librazhd    |
| KF Gramshi              | Gramsh      |
| FC Internacional Tirana | Pezë Helmës |
| Spartaku Tiranë         | Tirana      |

### Grupa B
| Klub                  | Miasto   |
| --------------------- | -------- |
| KS Albpetrol          | Patos    |
| KF Oriku              | Orikum   |
| KS Maliqi             | Maliq    |
| KF Memaliaj           | Memaliaj |
| FK Tepelena           | Tepelena |
| KS Butrinti Sarandë   | Saranda  |
| KS Devolli Bilisht    | Billisht |
| KS Delvina            | Delvina  |
| KF Përmeti            | Përmet   |
| KS Gramozi Ersekë     | Erseka   |
| KF Këlcyra            | Këlcyra  |
| KF Skrapari           | Skrapar  |
| KF Domozdova Prrenjas | Prrenjas |
| KS Elbasani           | Elbasan  |